# Viorel Tănase
Viorel Tănase, né le 7 octobre 1970 à Galați en Roumanie, est un ancien joueur et entraîneur de football roumain, qui évoluait au poste de milieu de terrain. 
Il compte une seule sélection en équipe nationale en 1994.

## Biographie

### Carrière de joueur
Viorel Tănase joue quatre matchs en Coupe de l'UEFA avec le club de l'Oțelul Galați.
Il dispute 391 matchs en première division roumaine, pour 63 buts marqués, ainsi que 67 matchs en première division israélienne, pour 19 buts inscrits.

### Carrière internationale
Viorel Tănase compte une seule sélection avec l'équipe de Roumanie en 1994. 
Il est convoqué pour la première fois et dernière fois par le sélectionneur national Anghel Iordănescu pour un match amical contre la Corée du Sud le 16 février 1994 (victoire 2-1).

## Palmarès
- Avec l'Oțelul Galați :
  - Champion de Roumanie de D2 en 1991